# Przemysław Kulig
Przemysław Kulig (ur. 8 października 1980 w Mrągowie) – polski piłkarz.

## Kariera
Przemysław Kulig jest wychowankiem Darz Boru Dobry Lasek. Następnie występował w Mrągowii Mrągowo, Warmii/Stomilu II Olsztyn, Jezioraku Iława, Jagiellonii Białystok i Górniku Łęczna. W 2007 roku podpisał kontrakt z Cracovią.
| Sezon   | Klub                     | Mecze | Gole |
| ------- | ------------------------ | ----- | ---- |
| 1998/99 | Mrągowia Mrągowo         |       |      |
| 1998/99 | Warmia/Stomil II Olsztyn |       |      |
| 1999/00 | Mrągowia Mrągowo         |       |      |
| 2000/01 | Jeziorak Iława           |       |      |
| 2001/02 | Jagiellonia Białystok    | 34    | 0    |
| 2002/03 | Jagiellonia Białystok    | 30    | 2    |
| 2003/04 | Jagiellonia Białystok    | 32    | 4    |
| 2004/05 | Jagiellonia Białystok    | 33    | 5    |
| 2005/06 | Jagiellonia Białystok    | 14    | 2    |
| 2005/06 | Górnik Łęczna            | 13    | 0    |
| 2006/07 | Górnik Łęczna            | 28    | 2    |
| 2007/08 | Cracovia                 | 27    | 3    |
| 2008/09 | Cracovia                 | 22    | 1    |
| 2009/10 | Cracovia                 | 0     | 0    |